# 土卫二十七
土衛二十七又稱為「斯卡特西」（Skathi，发音为/ˈskɑːði/ SKAH-dhee)，是土星的一顆衛星。它是布雷特·J·格拉德曼、Kavelaars, 等人在2000年發現的，臨時的標示為S/2000 S 8。
土衛二十七的直徑大約是8公里，自轉週期為11.10 ± 0.02小時，以1567萬6000公里的平均距離，725.784天的周期， 149°的黃道傾角 (對土星赤道傾斜150°)，在逆行方向上以0.246的離心率繞著土星公轉。
Skadi的名稱有許多的來源，這是2003年最初宣布的名稱；但是IAU的行星系統命名工作小組 (WGPSN)在2005年早期果斷的使用挪威拼法的音譯來替代。傳統的拼法是Skaði，字母Ð (eth)和原來的形式Skadi在圖形上是非常相似的。 
土衛二十七可能是菲比在太陽系歷史中一次巨大撞擊產生的碎片。
它的名稱源自北歐神話，Skaði是巨女，她是華納神族的神尼奧爾德之妻。